# Fontaine-la-Guyon
Fontaine-la-Guyon is een gemeente in het Franse departement Eure-et-Loir (regio Centre-Val de Loire). De plaats maakt deel uit van het arrondissement Chartres. Fontaine-la-Guyon telde op 1 januari 2022 1.675 inwoners.

## Geografie
De oppervlakte van Fontaine-la-Guyon bedroeg op 1 januari 2022 14,59 vierkante kilometer; de bevolkingsdichtheid was toen 114,8 inwoners per km².

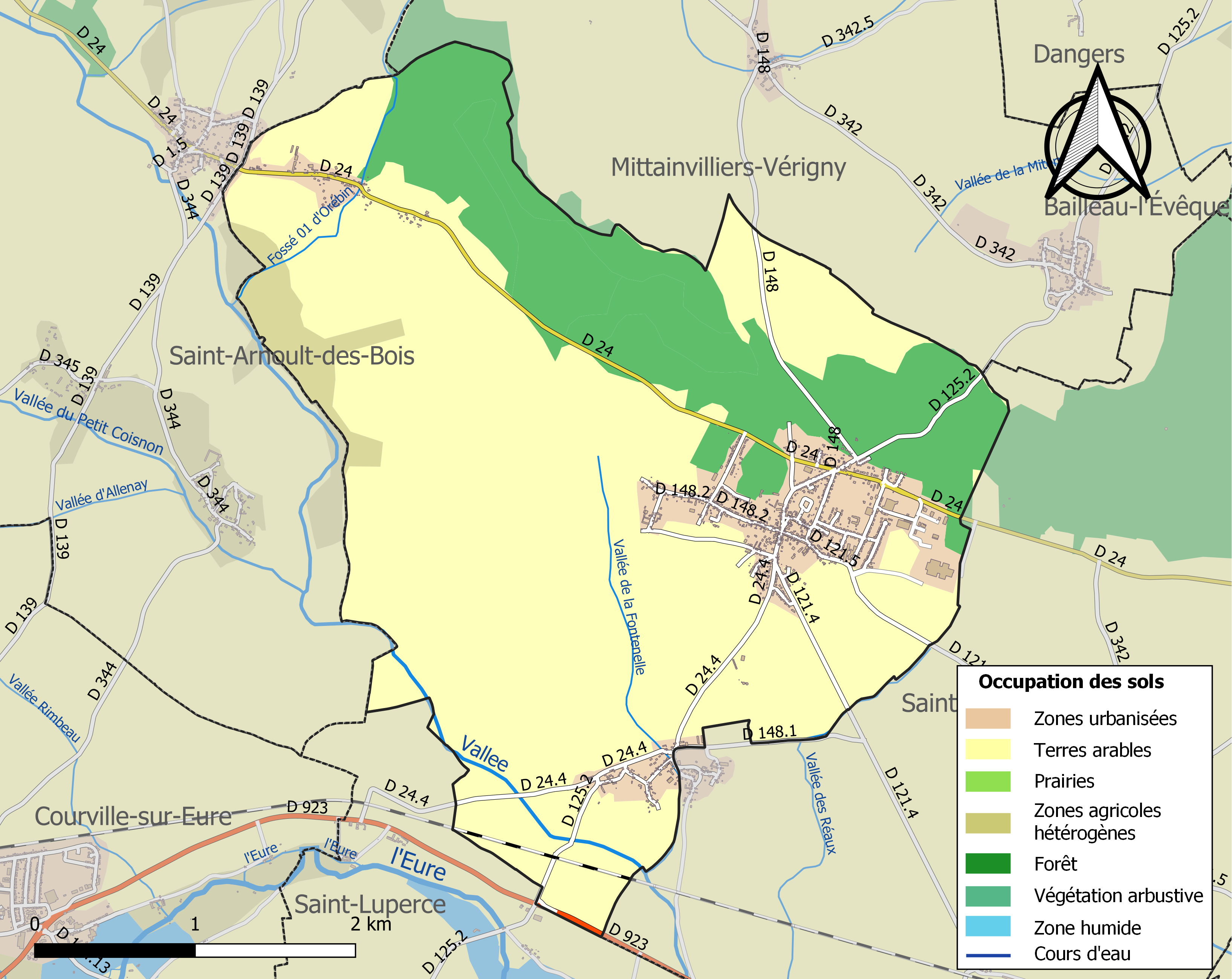
Kaart van de gemeente met belangrijkste infrastructuur, bodemgebruik en omliggende gemeenten

## Demografie
Onderstaande figuur toont het verloop van het inwonertal (bron: INSEE-tellingen).

## Bezienswaaridigheden
- Kerk Saint-Martin, oorspronkelijk uit de 14e eeuw. Belangrijke bouwwerken in de 19e eeuw na de vernielingen van de Franse Revolutie.
- Kasteel uit de 18e eeuw met park, waar nu het gemeentehuis is. Het oude kasteel werd in de 17e eeuw vernield bij de bouw van het kanaal.
- Het Canal de l'Eure waarvan een hersteld deel te zien is in het kasteelpark